# Boterhuismolen
De Boterhuismolen in Warmond is een in 1744 gebouwde poldermolen ter vervanging van een eerdere wipmolen uit 1634. De molen is tot 1960 in bedrijf geweest en daarna verkocht aan de Rijnlandse Molenstichting, die diverse ingrijpende restauraties aan de Boterhuismolen heeft laten uitvoeren, waarvan de laatste in 2002. De molen bemaalt nu op vrijwillige basis de Boterhuispolder.
De molen heeft de status van Rijksmonument.